# 塔出 (札剌亦儿氏)
塔出（?—?），蒙古帝国札剌亦儿部人，札剌亦兒台豁兒赤之子。
初为龙虎卫上将军、东京等路行中书省右丞。知道乃颜谋反後，他派人上告元世祖，领军一万和皇子爱牙赤一起防备。在咸平路（今辽宁省开原市）大败乃颜同党太撒拔都儿。他护送皇子渡辽河，驻军懿州。追击乃颜余党到金山，大胜。1291年，征讨哈丹秃鲁干，攻打建州，袭击高丽。官至荣禄大夫、辽阳等处行中书省平章政事，在任上去世。

## 传記資料
- 《元史》卷133 列传第二十
- 《新元史》卷132 列传第二十九